# 2n districte congressual de Hawaii
El 2n districte congressual és un districte congressual que tria un Representant per a la Cambra de Representants dels Estats Units per l'estat de Hawaii. Segons l'Oficina del Cens, l'any 2011 el districte tenia 688007 habitants. Actualment el districte està representat per la Demòcrata Tulsi Gabbard.

## Geografia
El 2n districte congressual de Hawaii està situat en les coordenades 19° 48′ 35″ N, 155° 30′ 22″ O / 19.80972°N,155.50611°O.

## Demografia
Segons l'Oficina del Cens dels Estats Units, l'any 2011 hi havia 688007 persones residint en el 2n districte congressual. Dels 688007 habitants, el districte estava compost per 356055 (el 51.8%) blancs; d'aquests, 214659 (el 31.2%) eren blancs no llatins o hispans. A més, 9365 (l'1.4%) eren afroamericans o negres, 2174 (el 0.3%) eren natius d'Alaska o amerindis, 178406 (el 25.9%) eren asiàtics, 82297 (el 12%) eren natius de Hawaii o illencs del Pacífic, 9872 (l'1.4%) eren d'altres races i 191 234 (el 27.8%) pertanyien a dues o més races. Del total de la població 74457 (el 10.8%) eren hispans o llatins de qualsevol raça; 22128 (el 3.2%) eren d'ascendència mexicana, 27415 (el 4%) porto-riquenya i 935 (el 0.1%) cubana. A més de l'anglès, 1098 (el 2.5%) persones majors de cinc anys parlaven espanyol perfectament.
El nombre total de llars en el districte era de 220348, i el 72.3% eren famílies en les quals el 30% tenien menors de 18 anys vivint amb ells. De totes les famílies vivint en el districte, només el 52.9% eren matrimonis. Del total de llars en el districte, el 6.1% eren parelles que no estaven casades, mentre que el 0.7% eren parelles del mateix sexe. La mitjana de persones per llar era de 3.04.
En 2011 els ingressos mitjans per llar en el districte congressual eren de 58844$, i els ingressos mitjans per família eren de 83519$. Les llars que no formaven una família tenien uns ingressos de US$60 828. El salari mitjà a temps complet per als homes era de 43291$ i el de les dones era de 36369$. La renda per capita per al districte era de US$25 458. Al voltant del 9.9% de la població estaven per sota del llindar de la pobresa.